# Wolfgang T. Ulmer
Wolfgang Traugott Ulmer (* 7. September 1924 in Dinkelsbühl; † 17. September 2009)  war ein deutscher Mediziner (Lungenfacharzt, Pneumologie, Arbeitsmedizin).
Wolfgang T. Ulmer war der Sohn des Theologen Friedrich Ulmer, der Professor in Erlangen war. Ulmer studierte unterbrochen vom Wehrdienst im Zweiten Weltkrieg und Verwundung in Erlangen und Heidelberg Medizin bei Karl Matthes, seinem Mentor. Nach Studienaufenthalten in den Niederlanden, Schweden, der Schweiz und den USA habilitierte er sich 1958 in Heidelberg und übernahm im selben Jahr die Leitung des Silikonforschungsinstituts der Bergbau-Berufsgenossenschaft in Bochum. 1964 wurde er außerplanmäßiger Professor für Innere Medizin an der Universität Münster und 1978 bis zur Emeritierung 1989 war er Leiter der Medizinischen Universitätsklinik Bergmannsheil der Ruhr-Universität Bochum und dort Ordinarius für Innere Medizin.
Seine erste von über 700 Publikationen war 1954 über ein kontinuierliches Kohlendioxidmessgerät aus der Atemluft über Absorption im Infraroten. Er widmete sich unter anderem der Bekämpfung der Staubsilikose von Bergleuten.
Er war Ehrenmitglied der Deutschen Gesellschaft für Pneumologie und 1988 deren Präsident, Ehrenpräsident und Mitbegründer (1964) und langjähriger Präsident der Gesellschaft für Lungen- und Atmungsforschung in Bochum, Mitglied und 
ehemaliger Präsident (1988/89) der Deutschen Gesellschaft für Innere Medizin. 1988 war er Präsident des Internistenkongresses in Wiesbaden.
Ulmer war Mitherausgeber und langjähriges Mitglied der Schriftleitung der Zeitschrift Atemwegs- und Lungenkrankheiten, der Zeitschrift Pneumologie und war an der fünften Auflage des Handbuchs der inneren Medizin beteiligt (Herausgeber von Band 4, Teil 1, Pneumokoniosen 1976 und Band 4, Teil 2, Bronchitis –Asthma – Emphysem 1979 im Springer-Verlag). Er richtete die 6. Internationale Pneumokoniose-Konferenz 1983 in Bochum aus und war deren Ko-Präsident. Er war Ko-Autor und Herausgeber des Standardwerks Die Lungenfunktion.
Er war Ehrendoktor der Universität Lublin 1988. Das würdigte seine frühe, weit vor der Wende begonnene Zusammenarbeit mit polnischen Wissenschaftlern besonders bei der Bekämpfung von Staubsilikose bei Bergleuten. Er arbeitete auf diesem Gebiet auch mit sowjetischen Wissenschaftlern zusammen.

## Veröffentlichungen (Auswahl)
- mit T. E. Reif und W. Weller:  Die obstruktiven Atemwegserkrankungen. Thieme, 1966.
- Die chronische Entzündung der Bronchien. Karger, 1971.
- als Hrsg. mit G. Reichel, Dieter Nolte und M. S. Islam: Die Lungenfunktion., Physiologie und Pathophysiologie, Methodik. 3., überarbeitete und erweiterte Auflage. Georg Thieme Verlag, Stuttgart / New York 1983, ISBN 3-13-448803-5.
  - als Hrsg. mit Dieter Nolte, Josef Lecheler und Thorsten Schäfer: Die Lungenfunktion. Methodik und klinische Anwendung. 7. Auflage. Thieme, 2003.
- Lungenfunktions-Manual. Thieme, 1998.